# جان-نويل تريمبلي
جان-نويل تريمبلي هو سياسي كندي، ولد في 7 يونيو 1926 في ساينت أندر دو لاد ساينت جين في كندا، وتوفي في 23 يناير 2020 في مدينة كيبك في كندا. نشط حزبياً في الحزب الكندي التقدمي المحافظ. وقد انتخب عضو الجمعية الوطنية في كيبك ‏ وانتخب عضو مجلس العموم الكندي.